# HD 159503
HD 159503，又名BD+16 3220，SAO 102928、HR 6551，是一颗恒星，视星等为6.4，位于銀經39.78，銀緯24.26，其B1900.0坐标为赤經17h 29m 59.2s，赤緯+16° 24.26′ 18″。